# Abbaye de Walkenried
L’abbaye de Walkenried est la troisième abbaye cistercienne fondée en Allemagne.
Située dans le massif du Harz, elle se développe notamment dans des activités artisanales et pré-industrielles, grâce aux gisements métallifères de la région. Pour exploiter et transformer le minerai, les moines développement un système de gestion hydraulique particulièrement performant, ce qui vaut à l'ensemble d'être inscrit en 1992 au patrimoine mondial.
L'abbaye est supprimée en 1546 par la Réforme. L'abbatiale est aujourd'hui ruinée, mais le reste de l'édifice est en assez bon état. La salle capitulaire est aujourd'hui utilisée par l'église luthérienne locale comme église paroissiale.

## Toponymie et localisation

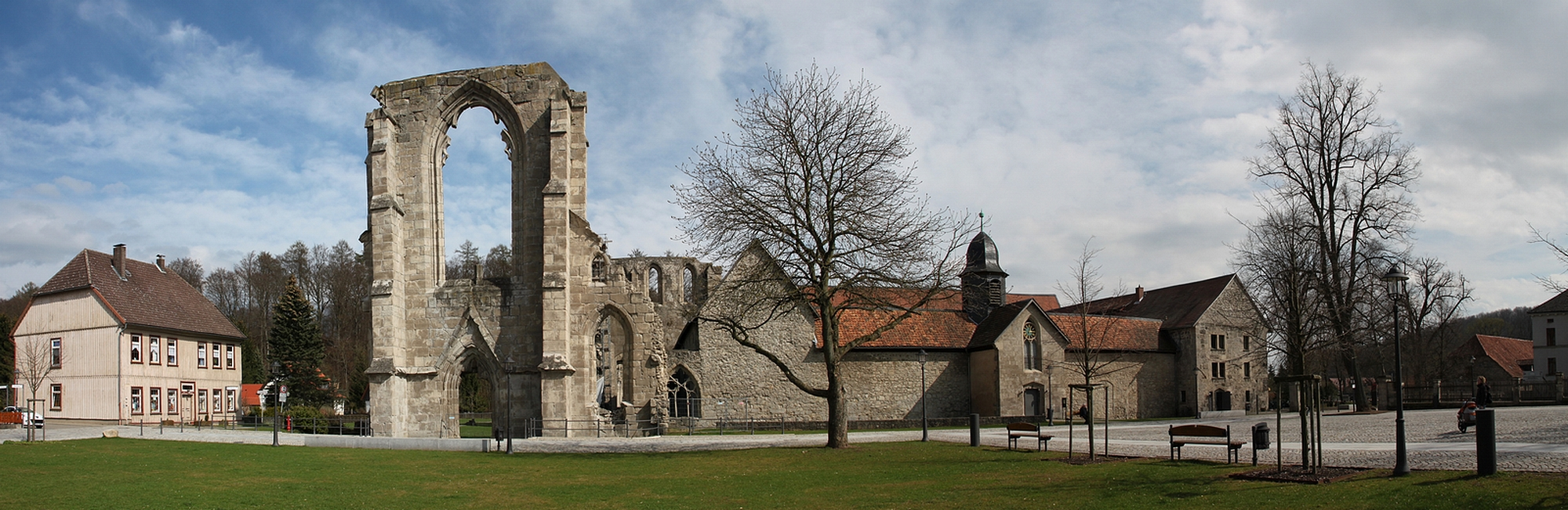
Vue panoramique de la façade occidentale de l'abbaye.

## Histoire

### Fondation
L'abbaye de Walkenried est fondée à l'initiative d'Adélaïde de Walkenried. Cette noble propose en 1127 aux moines de Kamp un site localisé dans le massif du Harz. Celui-ci convient, et, le monastère de Kamp connaissant une croissance importante, il est en mesure d'y envoyer un groupe fondateur, qui comporte suivant la tradition cistercienne douze moines et un abbé. Dès 1132, les chartes de fondation de l'abbaye sont confirmées par l'empereur Lothaire III.

### La prospérité médiévale
L'abbaye se développe rapidement et envoie dès 1132 une première colonie monastique fonder l'éphémère abbaye de Schmölln, dans la ville éponyme, située en Thuringe. Celle-ci ne dure toutefois pas et les moines retournent à Walkenried.
En 1137, la première colonie couronnée de succès s'implante en Saxe-Anhalt et fonde l'abbaye de Pforta. La même année, l'église abbatiale de Walkenried est consacrée. EN 1141, la seconde colonie est fondée (abbaye de Sittichenbach). L'abbaye de Walkenried compte alors une soixantaine de moines.
Les moines commencent vers 1144 la mise en valeur agricole des terres, par les drainages et la récupération du limon. Ils commencent également vers 1150 l'exploitation des mines du Harz. Ils en extraient de nombreux métaux non ferreux : argent, plomb, étain, cuivre.
Au XIIIe siècle, la renommée et la prospérité du monastère ne cessent de croître. En 1280, 80 moines et 180 frères convers y habitent, travaillent et prient. Pour cette raison, l'église abbatiale est reconstruite. Le chantier, beaucoup plus ambitieux et plus long que le précédent, dure près d'un siècle (1209-1290), et emploie à plein temps vingt frères convers.

### Les crises
À partir du XIVe siècle, des premiers signes de crises apparaissent, notamment dans les activités économiques de l'abbaye. En 1323, afin de mieux se protéger des bandes armées et pillards, l'abbaye est fortifiée. Les problèmes s'aggravent brusquement dans les années 1350, en particulier à cause de la peste noire ; l'économique minière et l'agriculture souffrent également. La situation financière ne fait que s'aggraver jusqu'à la fin du XIVe siècle, certains hobereaux locaux en profitant pour piller l'abbaye. Durant le XVe siècle, la majorité des possessions de l'abbaye est vendue pour faire face aux dettes importantes.
Toutes ces difficultés économiques, ces pilages et les grandes épidémies ont un impact très fort sur l'affluence de moines : en 1519, le monastère compte, comme à ses débuts, douze moines en plus de l'abbé.

### La fin de l'abbaye cistercienne

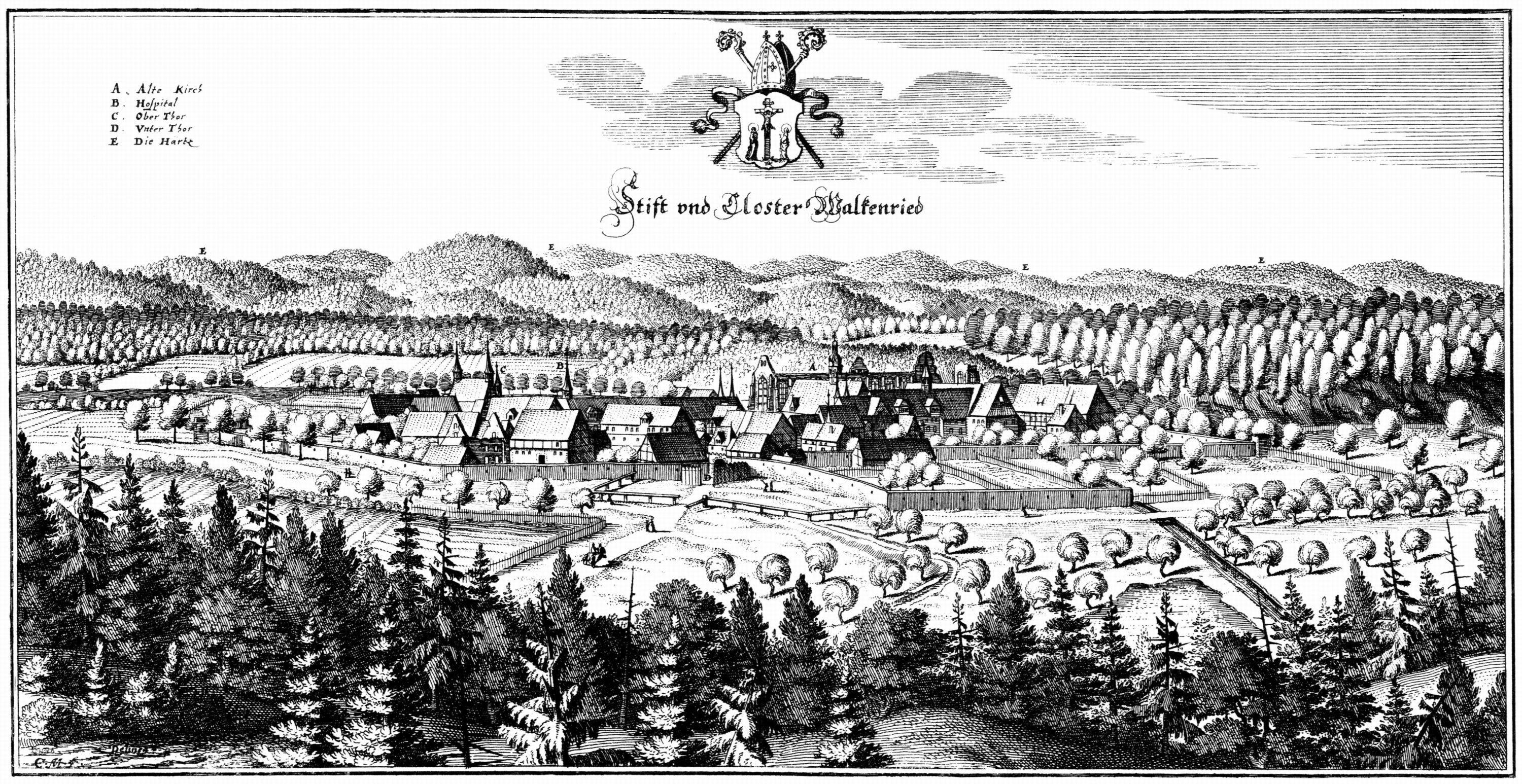
L'abbaye de Walkenried vue du sud. Gravure de Caspar Merian (1654).

Le 3 mai 1525, durant la guerre des paysans, l'armée de Thomas Münzer s'installe au monastère, le pille, en détruit le clocher. Une partie de l'abbaye est complètement abandonnée par les moines en 1531. En 1546, les quelques cisterciens présents adoptent la réforme luthérienne et l'abbaye devient un monastère protestant. En 1570, l'église abbatiale menaçant ruine, c'est la salle capitulaire qui abrite le nouveau lieu de culte.

### Après les moines
En 1629, un essai de repeuplement catholique est effectué par les moines de Kaisheim, mais la guerre de Trente Ans fait alors rage. Les moines fuient devant l'avancée des troupes suédoises de Gustave II. En 1668, à son tour, le monastère protestant est fermé, et l'ancienne infirmerie est détruite. L'église abbatiale commence à être utilisée comme carrière de pierres. Plusieurs fermes sont construites à l'intérieur même de l'édifice.

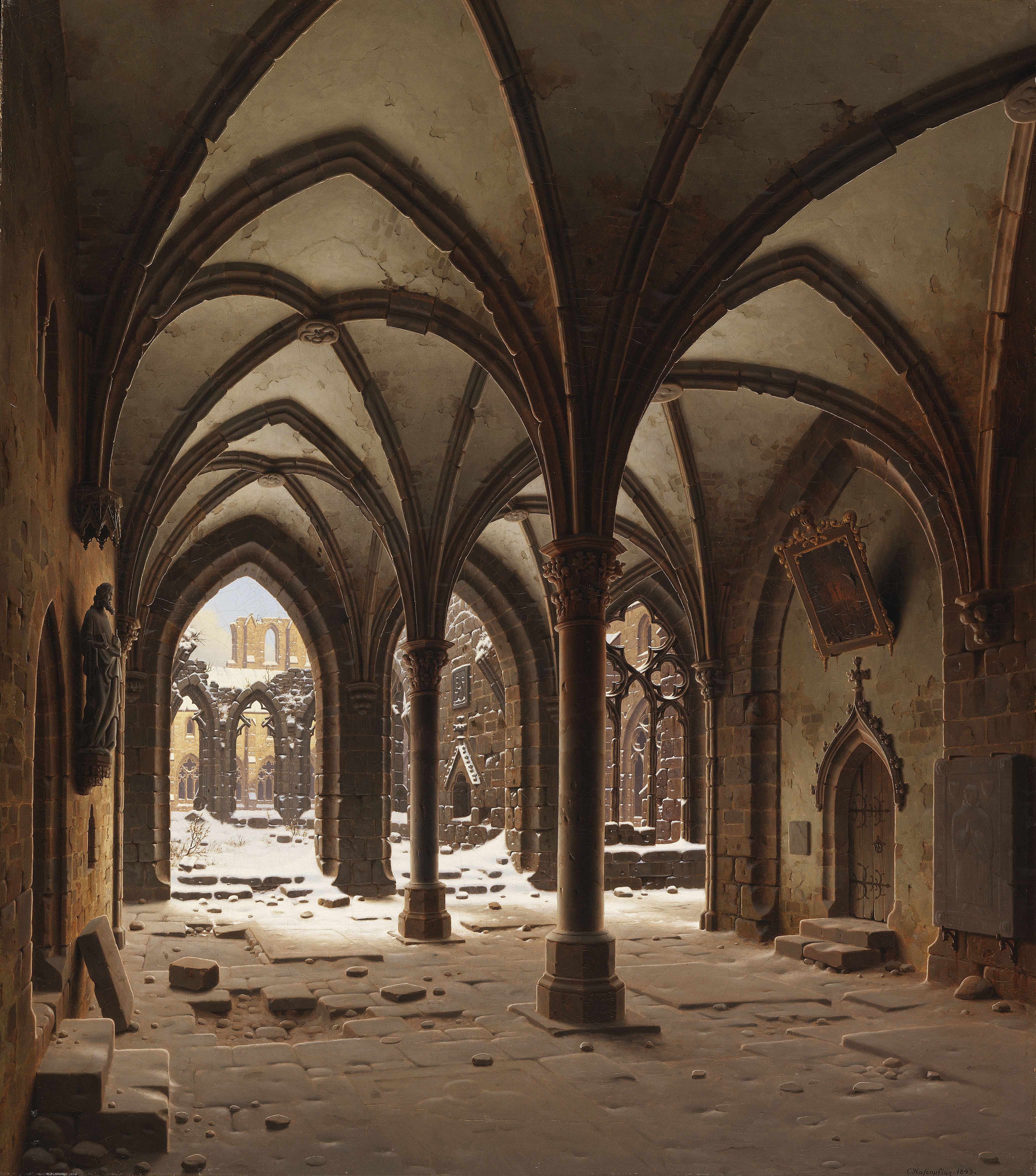
Les ruines du cloître de l'abbaye, peintes en 1843 par Carl Hasenpflug.

Au XIXe siècle, les ruines romantiques de Walkenried inspirent les artistes. À partir de 1817, l'utilisation de l'édifice comme carrière de pierre est interdite. À partir de 1837, une politique de conservation du patrimoine est envisagée, dont les travaux commencent réellement en 1876. À cette date, un village commence à se développer aux abords de l'ancienne abbaye. Les travaux menés n'empêchent toutefois pas l'effondrement d'une partie du chœur en 1902. Dès le XIXe siècle, le cloître est utilisé comme salle de concerts, ce qu'il est toujours aujourd'hui.
À partir de 1911, des fouilles archéologiques sont menées en parallèle des travaux de restauration. Elles mettent au jour notamment l'existence de la première abbatiale romane. En 1972, une partie du site devient interdite d'accès à cause des risques d'effondrement. Cette zone est restaurée en 1988 ; parallèlement, un musée cistercien est en chantier à partir de 2001 et ouvre en 2006,. En 2010, le site est intégré dans le secteur inscrit au patrimoine mondial en 2010.

## L'abbaye

### L'abbatiale
L'église abbatiale initiale, romane, construite entre 1129 et 1137, mesurait cinquante mètres de longueur. La seconde église, prévue pour une communauté bien plus importante, est gothique. Construite en un chantier de presque un siècle (1209-1290), elle mesure 90 mètres de longueur.

### Le cloître

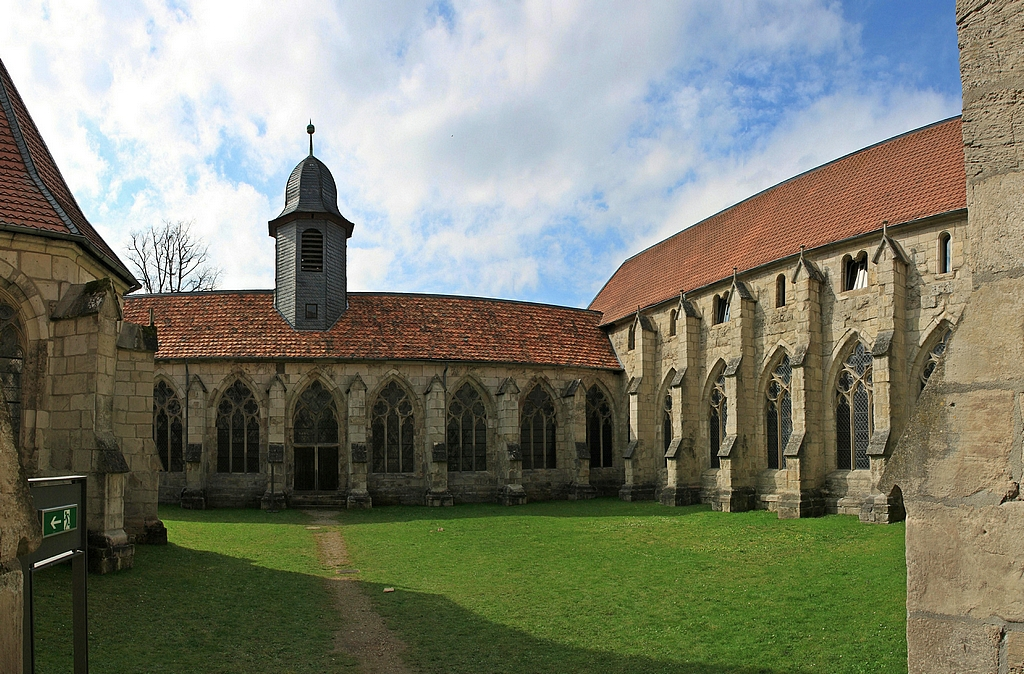
Vue intérieure du cloître.

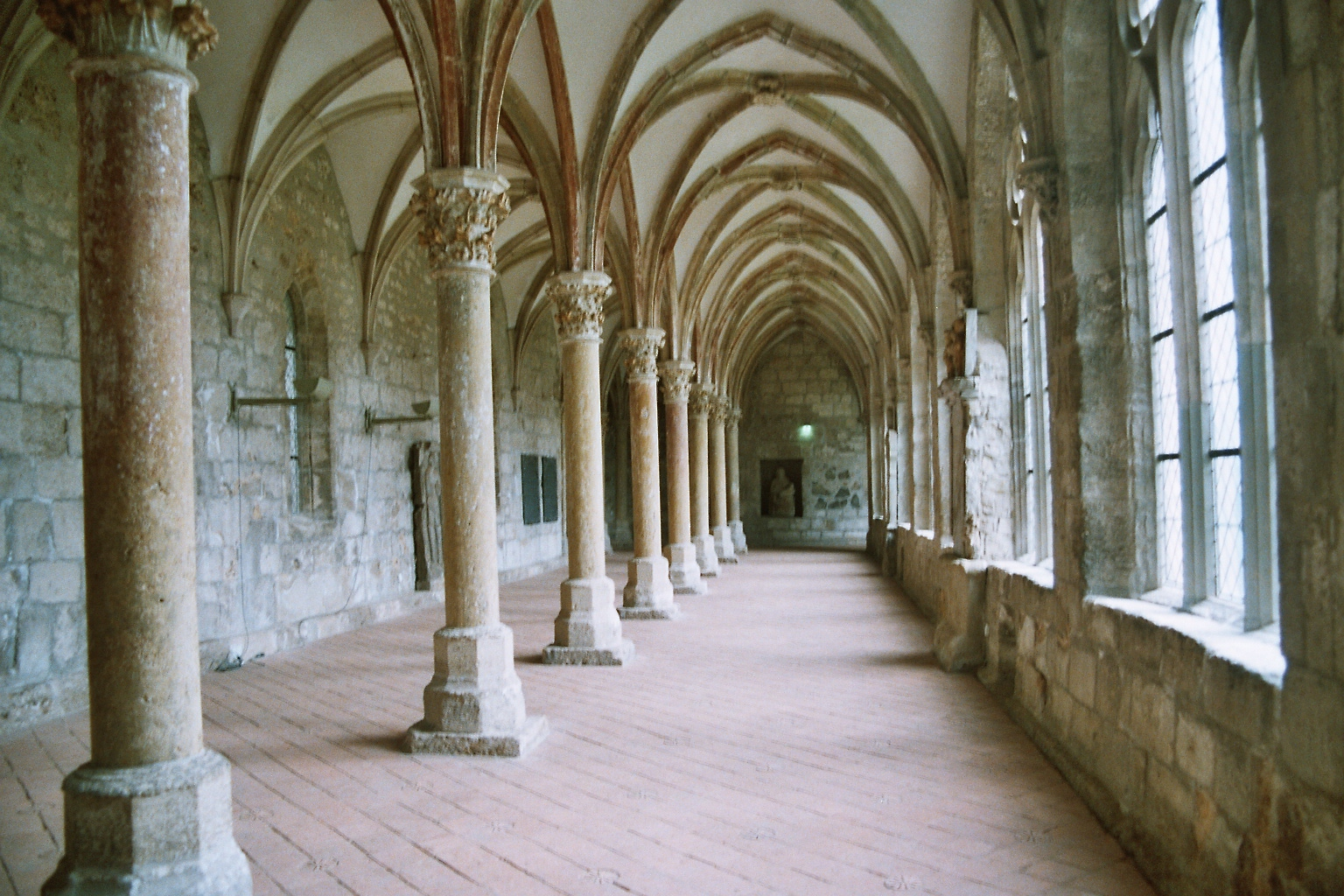
Les deux nefs du cloître gothique.

Le nouvel cloître du XIVe siècle est terminé en 1330. Il offre la rare particularité d'être à double nef. Gothique lui aussi, il comporte, comme à Zinna ou à Pilis, une petite construction en saillie sur le côté intérieur sud, le lavabo, qui permet aux moines de se laver les mains avant d'entrer dans le réfectoire qui lui fait face.

### La salle capitulaire

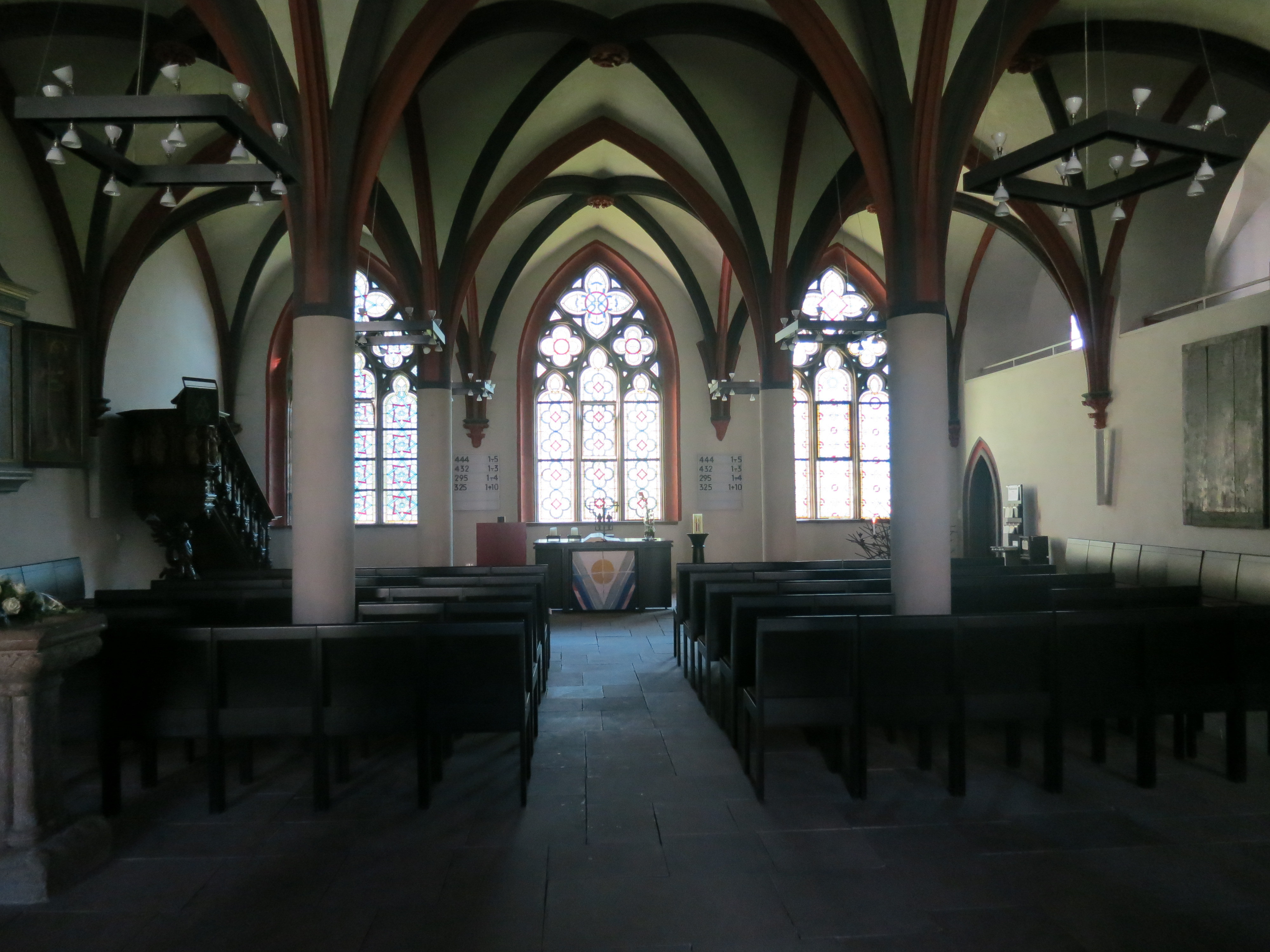
La salle capitulaire de l'abbaye, transformée aujourd'hui en église paroissiale protestante.

La salle capitulaire de l'abbaye, lieu de réunion des moines, où l'on écoutait la règle monastique et où toutes les décisions importantes (notamment l'élection de l'abbé) se prenaient, est conservée. elle est aujourd'hui transformée en église paroissiale pour la communauté luthérienne locale.